# Quang Thọ (xã)
Quang Thọ là một xã thuộc huyện Vũ Quang, tỉnh Hà Tĩnh, Việt Nam.
Tên của xã được ghép từ tên của hai xã cũ là Hương Quang và Hương Thọ.

## Địa lý
Xã Quang Thọ nằm ở phía nam huyện Vũ Quang, có vị trí địa lý:
- Phía đông giáp huyện Hương Khê
- Phía tây giáp xã Thọ Điền
- Phía nam giáp huyện Hương Khê và Lào
- Phía bắc giáp thị trấn Vũ Quang và các xã Đức Hương, Đức Liên, Hương Minh, Thọ Điền.

Xã Quang Thọ có diện tích 257,94 km², dân số năm 2018 là 2.944 người, mật độ dân số đạt 11 người/km².

## Lịch sử
Địa bàn xã Quang Thọ ngày nay trước đây là xã Hương Thọ và một phần các xã Hương Minh, Vũ Quang thuộc huyện Vũ Quang.
Trước năm 2000, các xã Hương Minh, Hương Thọ và Vũ Quang thuộc huyện Hương Khê.
Ngày 4 tháng 8 năm 2000, Chính phủ ban hành Nghị định số 27/2000/NĐ-CP. Theo đó, các xã Hương Minh, Hương Thọ và Vũ Quang chuyển sang trực thuộc huyện Vũ Quang mới thành lập.
Ngày 3 tháng 10 năm 2003, Chính phủ ban hành Nghị định số 112/2003/NĐ-CP. Theo đó, đổi tên xã Vũ Quang thành xã Hương Quang.
Đến năm 2018, xã Hương Quang có diện tích 325,78 km², dân số là 594 người; xã Hương Thọ có diện tích 44,10 km², dân số là 2.350 người.
Ngày 21 tháng 11 năm 2019, Ủy ban Thường vụ Quốc hội ban hành Nghị quyết số 819/NQ-UBTVQH14 về việc sắp xếp các đơn vị hành chính cấp xã thuộc tỉnh Hà Tĩnh (nghị quyết có hiệu lực từ ngày 1 tháng 1 năm 2020). Theo đó:
- Điều chỉnh 9,80 km² diện tích tự nhiên của xã Hương Minh về xã Hương Quang, điều chỉnh 121,74 km² diện tích tự nhiên của xã Hương Quang về xã Hương Điền. Sau khi điều chỉnh, xã Hương Quang có diện tích 213,84 km², dân số là 594 người.
- Thành lập xã Quang Thọ trên cơ sở sáp nhập toàn bộ diện tích và dân số của hai xã Hương Quang và Hương Thọ.

Sau khi thành lập, xã Quang Thọ có diện tích 257,94 km², dân số là 2.944 người.
Ngày 18 tháng 7 năm 2024, HĐND tỉnh Hà Tĩnh ban hành Nghị quyết số 188/NQ-HĐND về việc thành lập thôn Kim Tùng trên cơ sở thôn Kim Thọ và thôn Tùng Quang.